# Museum Kunst & Geschiedenis

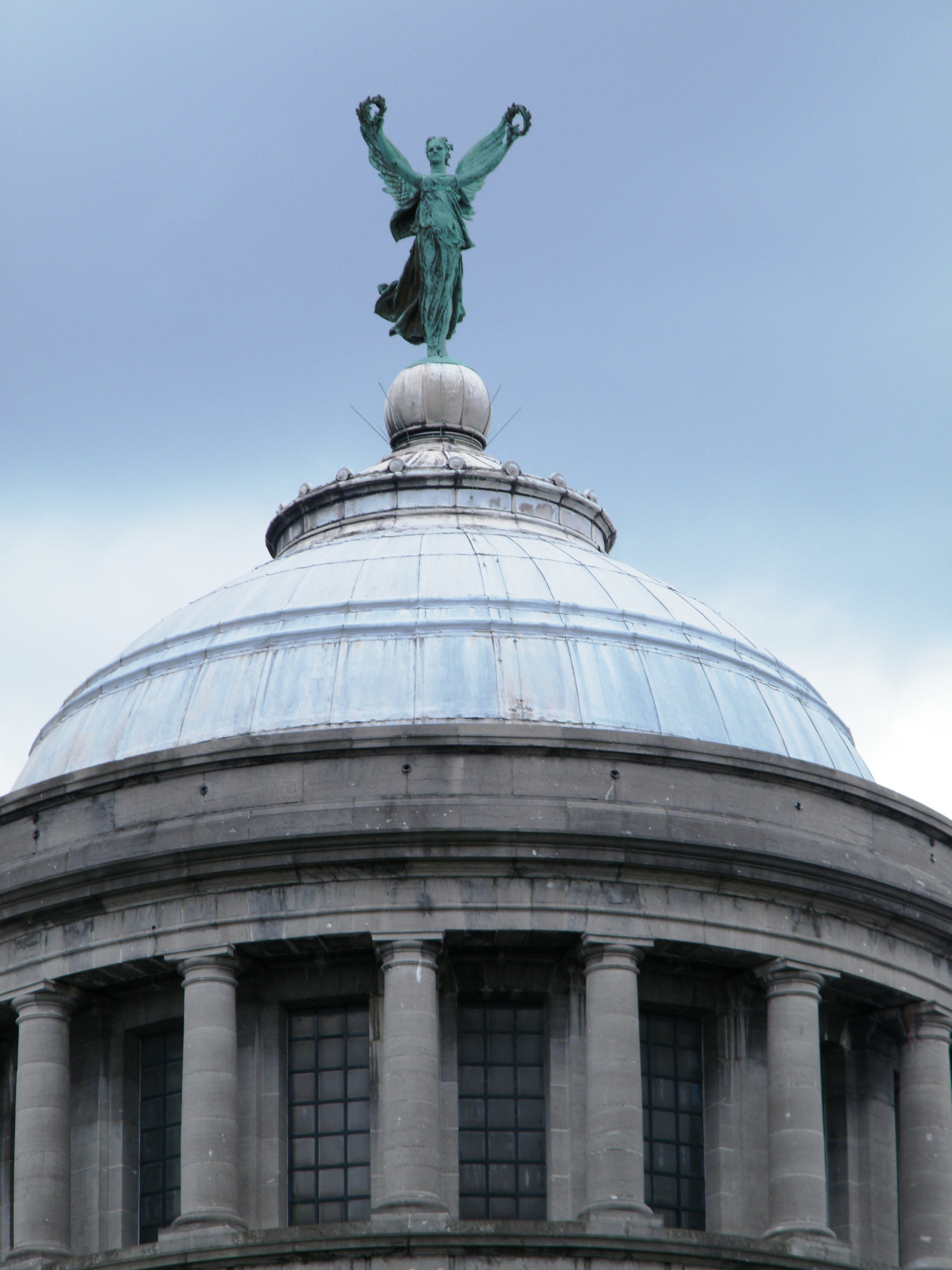
Het Jubelparkmuseum in 2011

Het Museum Kunst & Geschiedenis in het Jubelpark in Brussel is het grootste museum van België. Tot mei 2018 was dit museum, dat behoort tot de Koninklijke Musea voor Kunst en Geschiedenis, bekend onder de naam Jubelparkmuseum. De omvangrijke collecties bestaan uit kunstvoorwerpen en historische en archeologische objecten afkomstig uit alle continenten en daterend van de prehistorie tot nu. Met meer dan een half miljoen objecten en met een vloeroppervlak van 60.000 vierkante meter, waarvan 22.000 vierkante meter tentoonstellingsruimte, behoort het ook wereldwijd tot de grootste musea.
Het museum toont uitgebreide collecties Egyptische, Griekse, Etruskische, Romeinse en Gallo-Romeinse oudheden en archeologische vondsten. De verzameling Belgische archeologie loopt van de prehistorie, over de Gallo-Romeinse en Merovingische periode tot de middeleeuwen. De verzameling Europese sierkunsten is bijzonder rijk, voornamelijk wat betreft de productie van de Zuidelijke Nederlanden. De ensembles middeleeuwse Maaslandse kunst, laatmiddeleeuwse sculptuur, en wandtapijten behoren wereldwijd tot de top, net als de verzamelingen Europees glas, keramiek, en kant. Tot de verzameling toegepaste kunst behoren verder nog uitgebreide ensembles kostuums, textiel, metalen siervoorwerpen, meubels, juwelen en preciosa, uurwerken en wetenschappelijke instrumenten, en zelfs rijtuigen en sledes. Uitzonderlijk zijn ook de collecties siervoorwerpen behorend tot de kunststromingen van de art nouveau en de art deco.
De verzamelingen omvatten ook uitgebreide ensembles objecten uit andere culturen. Er zijn zalen gewijd aan oudheden uit het Nabije Oosten en Iran, en aan de culturen van de Islam. Aziatische kunst is goed vertegenwoordigd met belangrijke ensembles uit India, Pakistan, Afghanistan, Nepal, Tibet, Sri Lanka, Thailand, Myanmar, Vietnam, Laos, Indonesië, China, Korea en Japan. De collectie Japanse prenten geniet wereldfaam. Uit Amerika zijn er belangrijke verzamelingen precolumbiaanse kunst, maar ook etnografische objecten van latere datum. Oceanië is vertegenwoordigd met archeologische en etnografische objecten uit Polynesië en Micronesië. Een moai van het Paaseiland behoort tot de topstukken.
Het museum heeft ook een rijke collectie mallen van beroemde kunstwerken waarmee afgietsels in plaaster kunnen worden vervaardigd. Het is een van de weinige musea in de wereld dat nog over een actieve afgietselwerkplaats beschikt.

## Geschiedenis
De oudste kern van de collecties van het museum gaat terug op de verzamelingen van de hertogen van Bourgondië en hun Habsburgse opvolgers. Het ging vooral om wapens en curiosa die bijeen waren gebracht in het door Antoon van Bourgondië in de 15de eeuw bij het Brusselse Koudenbergpaleis opgerichte arsenaal. Deze verzameling genoot grote faam, wat onder meer blijkt uit de bewonderende reacties die Albrecht Dürer na zijn bezoek in 1520 in zijn reisdagboek optekende. Het arsenaal en zijn verzamelingen ontsnapten aan de brand van het Koudenbergpaleis in 1731. In de 18de eeuw wordt de verzameling nog in reisgidsen beschreven. Samen met de schat van het Gulden Vlies werd ze omstreeks 1770 in een nieuw gebouw, de zogenaamde Heraldische kamer, ondergebracht. Na de Slag bij Fleurus in 1794 werden de waardevolste stukken door de Oostenrijkers naar Wenen overgebracht. Brussel behield slechts de vermeende wieg van Karel V, de zogenaamde vedermantel van Montezuma, de opgezette paarden van de aartshertogen Albrecht en Isabella en enkele wapenuitrustingen.
Met het oog op de bevordering van de studie van de geschiedenis en de kunsten werd in 1835 het Musée d'armes anciennes, d'armures, d'objets d'art et de numismatique opgericht. In 1837 werd de artilleriecollectie van het Ministerie van Oorlog aan de collecties toegevoegd terwijl de numismatische collecties in het volgende jaar werden overgedragen aan de Koninklijke Bibliotheek. Het museum was ondergebracht in een zaal op de benedenverdieping van het nieuwe in 1830 geopende Paleis van de industrie bij het oude Paleis van Karel van Lotharingen aan het huidige Museumplein. Dankzij archeologische opgravingen en schenkingen groeiden de collecties snel aan.

### Hallepoortmuseum
Tussen 1818 en 1840 werd de tweede middeleeuwse stadsomwalling van Brussel gesloopt. Alleen de Hallepoort ontsnapte aan de sloop omdat het gebouw nog als gevangenis dienst deed. Intussen werd de historische waarde van dit laatste restant wel erkend. De Belgische staat kocht het gebouw van de stad Brussel en liet het door Tieleman-Frans Suys restaureren om er de collecties van het museum in onder te brengen. Op 25 maart 1847 kreeg het, bij koninklijk besluit, de naam Musée royal d'Armures, d'Antiquités et d'Artillerie.
De collecties groeiden verder aan. Van de talrijke financieel noodlijdende kerkfabrieken en kloosters kon men gemakkelijk religieuze kunst aankopen. Opgravingen bleven verder archeologische objecten opleveren. Belangrijke ensembles werden via aankoop of schenking van particulieren verkregen. De amateur-archeoloog en politicus Gustave Hagemans stond in 1861 voor een bescheiden vergoeding zijn verzameling oudheden, waaronder vele honderden objecten uit de middeleeuwen en de renaissance, aan het museum af. Twee jaar later kwam de staat in het bezit van 77 Griekse en Etruskische vazen uit de collectie van de Italiaanse markies Giampietro Campana. Ook de etnografische collecties werden verder door schenking verrijkt. Zo schonk Dokter Conrad Helfrich-Couvreur in 1864 een verzameling van 200 uit Borneo afkomstige objecten. In 1874 werd de collectie oudheden verrijkt met de schenking van de collectie van Emile de Meester de Ravestein.
De etnografische collecties en de verzamelingen kunstvoorwerpen van andere culturen groeiden ook aan via diplomatieke weg. Zo verkreeg het museum in 1879 honderden objecten uit Amerika door toedoen van Emile de Ville, consul van België in Quito.
Door een nieuwe en ingrijpende restauratie (1863-71) onder leiding van Hendrik Beyaert werd de toegankelijkheid van de Hallepoort sterk verbeterd. Toch bleek het gebouw al snel niet meer aan de noden van het sterk gegroeide museum te kunnen voldoen.

### Museum in het Jubelpark
In België groeide in de jaren 1870 het idee om een museum voor decoratieve en industriële kunsten op te richten. Het in 1852 gestichte Londense 'South Kensington Museum' – het huidige Victoria and Albert Museum – diende daarbij uitdrukkelijk als voorbeeld. Men wilde een ruim publiek bereiken en ook goede voorbeelden ter beschikking stellen voor studie aan kunstenaars, architecten, ontwerpers en kunstambachtslieden.
Met de in 1871 opgerichte Commission royale belge des Echanges internationaux ging men deelnemen aan een internationaal ruilnetwerk van afgietsels van kunstwerken. In elk deelnemend land kon dan een museum met afgietsels van beroemde kunstwerken uit heel Europa worden uitgebouwd. In België resulteerde dit in het zogenaamde Musée des Échanges. Dat kon na de nationale tentoonstelling naar aanleiding van het vijftigjarig jubileum van België in de noordelijke tentoonstellingshal van het nieuwe 'Palais du Cinquantenaire' worden ondergebracht. Deze gebouwen in het zogenaamde Jubelpark waren opgetrokken naar de plannen van Gédéon Bordiau. In 1889 werd beslist om de oudheidkundige collecties uit de Hallepoort ook naar het Jubelpark over te brengen, terwijl de collectie wapens, wapenrustingen, artilleriestukken, maar ook de etnografische collecties daar achter bleven. Zo ontstonden de nieuwe 'Musées royaux des Arts décoratifs et industriels' in de gebouwen van het Jubelpark. De oudheidkundige verzamelingen werden ondergebracht in de galerij achter de noordelijk collonade. De collectie afgietsels in de noordelijke hal werd uitgebreid met de plaasteren reproducties uit de collecties van het Museum voor Schone Kunsten, die voordien op de benedenverdieping van het Academiënpaleis waren tentoongesteld. Het nieuwe museum bezat zo vier afdelingen: de oude kunstnijverheid (inclusief de oudheidkundige verzamelingen), de moderne kunstnijverheid, de monumentale kunst (afgietsels en foto's), en de decoratieve schilderkunst (een studiecollectie van kartons, tekeningen en schetsen).
Nog in 1889 beslist de regering ook een museum voor nationale prehistorie en oudheden op te richten. De inspiratie doet men ditmaal op in Frankrijk waar Napoleon III al in 1862 een nationaal archeologisch museum had gesticht in het kasteel van Saint-Germain-en-Laye. Graaf Louis Cavens wierp zich op als mecenas en kocht voor het museum integrale protohistorische collecties aan. Daarnaast financierde hij ook opgravingen.
In de periode ronde de eeuwwisseling van 1900 kende het patrimonium van het museum weer een sterke aangroei, vooral dankzij de schenkingen en legaten van privéverzamelaars. Er werden ook aankopen verricht, zoals bv. van de collectie Japanse gravures en kunstobjecten van Edmond Michotte, in 1905. Tot slot leverden opgravingen en zendingen in België en het buitenland talrijke stukken op.
In 1911 verscheen een nieuw koninklijk besluit, dat de musea bijeenbracht onder de naam Musées royaux du Cinquantenaire – Koninklijke Musea van het Jubelpark. De stukken werden verdeeld over vier verschillende afdelingen, die op hun beurt in een bepaald aantal onderafdelingen onderverdeeld konden worden. De collectie wapens en wapenuitrustingen uit het Musée d'armes et armures in de Hallepoort, werd opnieuw in de instelling geïntegreerd in de vorm van de nieuwe en vijfde afdeling.
De eerste afdeling omvatte de oudheid: oosterse en mediterrane stukken, Griekse en Romeinse stukken, christelijke stukken, stukken uit België van de oudste tijden tot het einde van de Frankische periode. De tweede omvatte de kunstnijverheden. De derde groepeerde de reproducties van meesterwerken van plastische kunsten, afgietsels, kartonnen, schetsen, kopieën, enz. met uitzondering van de foto's, die door de bibliotheek bewaard zouden worden. De vierde, de folkloristische en etnografische collecties, met uitzondering van deze afkomstig uit Belgisch Congo, waarvoor in 1898 in Tervuren een museum was gecreëerd. De vijfde, de wapens en wapenuitrustingen.
De Eerste Wereldoorlog zou de museumactiviteiten ruw onderbreken. Vanaf de eerste dagen van augustus 1914 werden de musea voor het publiek gesloten omdat de mobilisatie ongeveer een derde van het bewakingspersoneel opeiste. De breekbaarste en waardevolste stukken, in het bijzonder de collecties Delfts blauw en Doorniks porselein, weefsels en borduursels en Grieks- Romeinse keramiek, werden opgeslagen in de kelders, terwijl de Egyptische, Voor-Aziatische en oude Belgische stukken op hun plaats bleven. In januari 1915 dienden de musea op bevel van Otto von Falke, de directeur van het Berlijnse Kunstgewerbemuseum, hun deuren te heropenen en opnieuw een deel van hun collecties kunstnijverheden in de noordelijke vleugel tentoon te stellen.
Na de oorlog werd prioriteit geschonken aan de installatie van de collecties kunstnijverheden in de gebouwen aan de Nerviërslaan. Na afloop van de grote tijdelijke Frans-Belgische modetentoonstelling van 1922, die de voltooiing van de lokalen mogelijk maakte, werden op de eerste verdieping in een reeks chronologisch geordende zalen – van de gotische periode tot de 18de eeuw – opmerkelijke ensembles geplaatst, met meubels, wandtapijten, glasramen, beelden en zilverwerk. De verzameling steensculptuur werd ondergebracht in een in gotische stijl gebouwde kloostergang, terwijl een in dezelfde stijl opgetrokken kapel het liturgisch meubilair en het religieus beeldhouwwerk herbergde. Nog andere zalen werden aan het meubilair gewijd. Hetzelfde principe werd op de bovenste verdieping toegepast voor de aardewerkcollecties, met enerzijds de topstukken en anderzijds het documentair repertorium. Het departement Oud België, van de prehistorie tot de Frankische periode, werd op de benedenverdieping geïnstalleerd.
Gedurende het Interbellum zijn de collecties aanzienlijk gegroeid door Belgische wetenschappelijke expedities doorheen de wereld, met name in Apamea (Syrië), in Egypte door de egyptoloog Jean Capart en op Paaseiland in 1936, of door opgravingen op archeologische sites doorheen België. Vele welgestelde Belgen hebben ook kunstwerken aan het museum gedoneerd. In het midden van de 20e eeuw is een nieuwe westvleugel gebouwd voor de collecties van de Klassieke Oudheid.
De beperking van de beschikbare kredieten zette vaak een rem op de aankopen van het museum. De collecties konden desalniettemin nog aangroeien dankzij het eigen vermogen, opgravingen, de gulheid van mecenassen en de hulp van de vzw Vrienden van de Koninklijke Musea voor Kunst en Geschiedenis, opgericht in 1974 om de activiteiten van het museum te ondersteunen.
Verder dient ook de transactie uit 1967 met het Koninklijk Museum voor Midden-Afrika in Tervuren vermeld te worden, die de musea de kans bood eigenaar te worden van de art-nouveau-meubels en kunstvoorwerpen die voor de Koloniale Tentoonstelling van 1897 vervaardigd waren, in ruil voor 9.500 Amerikaanse en Oceanische etnografische stukken. Enkele jaren later vond in 1978 een tweede overdracht van Afrikaanse en Melanesische stukken plaats van de Koninklijke Musea voor Kunst en Geschiedenis naar het Koninklijk Museum voor Midden-Afrika, met de bedoeling de onderzoeksdomeinen en de organisatie van de beide instellingen te rationaliseren.
In 2018 vond de naamswijziging plaats van Jubelparkmuseum naar Museum Kunst & Geschiedenis. Tegen 2030 zou de Jubelparksite gerenoveerd worden, met vernieuwde museumgebouwen en een erfgoedhub.

## Collecties
- In het Museum Kunst en Geschiedenis vindt men nationaal archeologisch materiaal, vondsten uit Egypte, het Nabije Oosten, Iran, Syrië, China, Zuidoost-Azië, Midden-Azië, Amerika en de klassieke Oudheid (Italië en het Romeinse imperium).
- Het museum bezit waarschijnlijk de belangrijkste collectie handgemaakte kant ter wereld.
- In 2008 verwierf de Belgische staat de collectie dansorgels van Joseph Ghysels. Deze staat sindsdien opgesteld in het Brusselse museum.

## Afdelingen
Het museum bevat volgende afdelingen:
- Nationale archeologie
  - Prehistorie
  - Gallo-Romeins
  - Merovingen
- Oudheid
  - Egypte: De Egyptische collectie omvat meer dan 11000 objecten en toont elke grote periode van de Egyptische geschiedenis. Onder de topstukken zijn de zogenaamde Dame van Brussel (ca. 2700 v.Chr.), de kop van koning Mycerinus (ca. 2500 v.Chr.), verschillende mummies en een reliëfportret van koningin Teje, de echtgenote van Amenhotep III (ca. 1375 v.Chr.).
  - Griekse en Hellenistische Kunst: Het meest opvallende deel van de collectie is de verzameling Hellenistische mozaïeken uit Apamea (Syrië). Daarnaast bezit het museum een mooie collectie keramiek.
  - Nabije Oosten en Iran: De onlangs heropende afdeling bevat enkele schitterende stukken, zoals een reliëf uit de tijd van Naram-Sin, een beeldje uit Persepolis, grafbustes uit Palmyra, een hemelkaart uit Uruk en een kleitablet met daarop de tafels van vermenigvuldiging.
  - Rome en de Etrusken: Het topstuk is een grote maquette van het antieke Rome, maar er is ook een buitengewoon mooie galerij met Romeinse sculptuur.
- Europese sierkunsten, waaronder de Collectie van Graaf Thierry de Looz-Corswarem
- Niet-Europese beschavingen

Het bekendste voorwerp uit de collectie is een houten beeldje uit Latijns-Amerika dat Hergé inspireerde bij het album Kuifje en het Gebroken Oor.

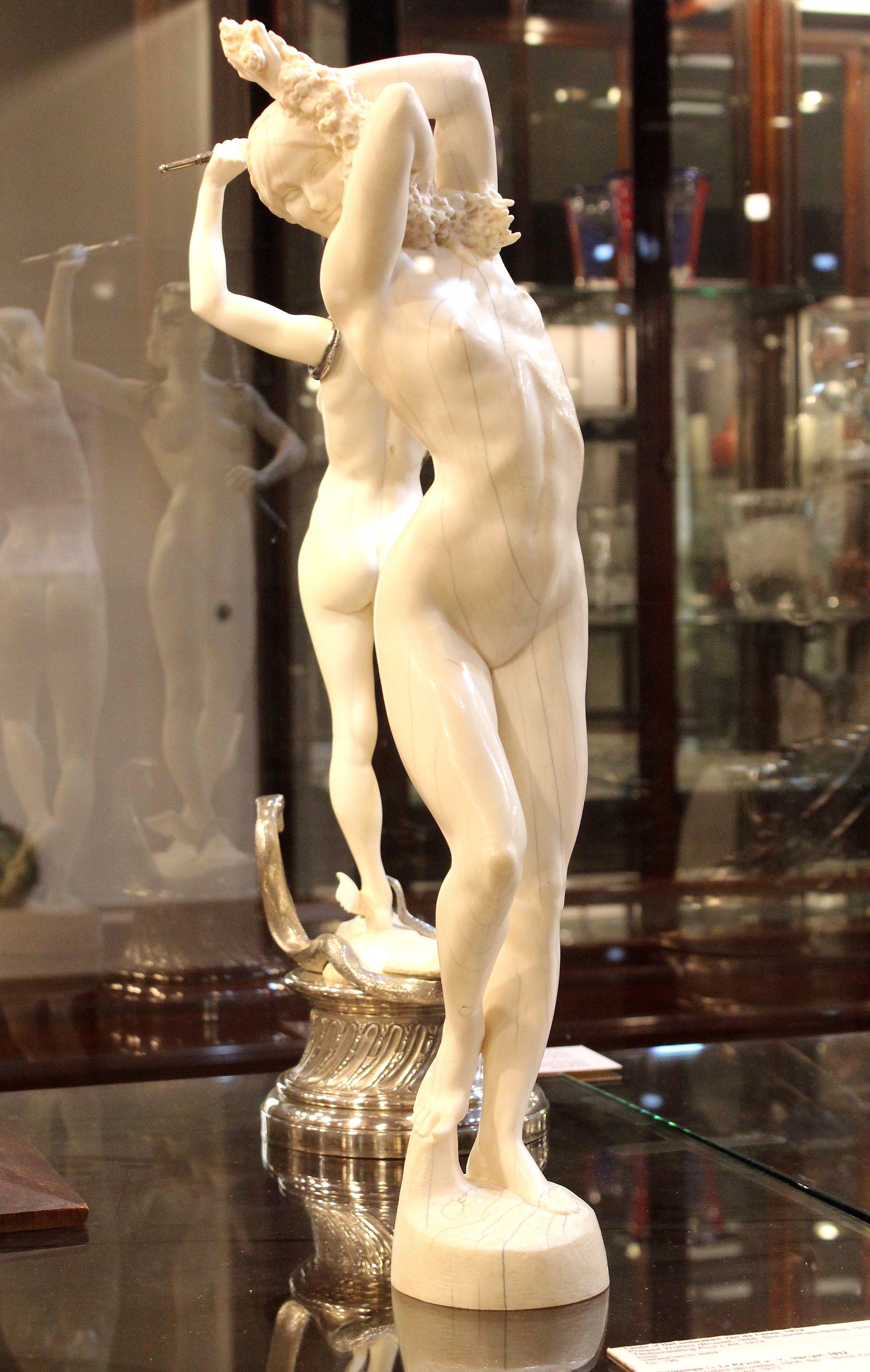
Europese sierkunsten
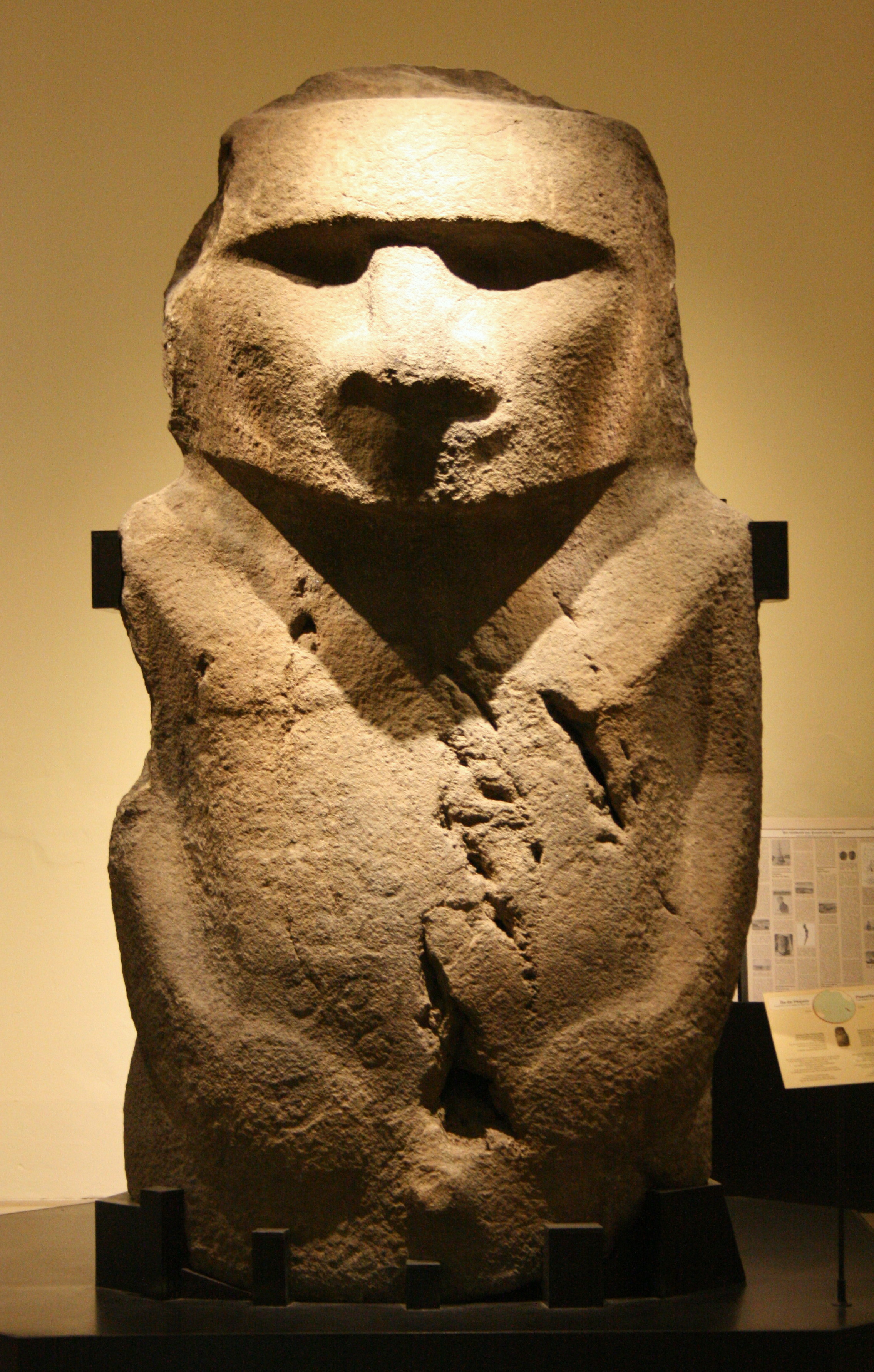
Zaal Paaseiland
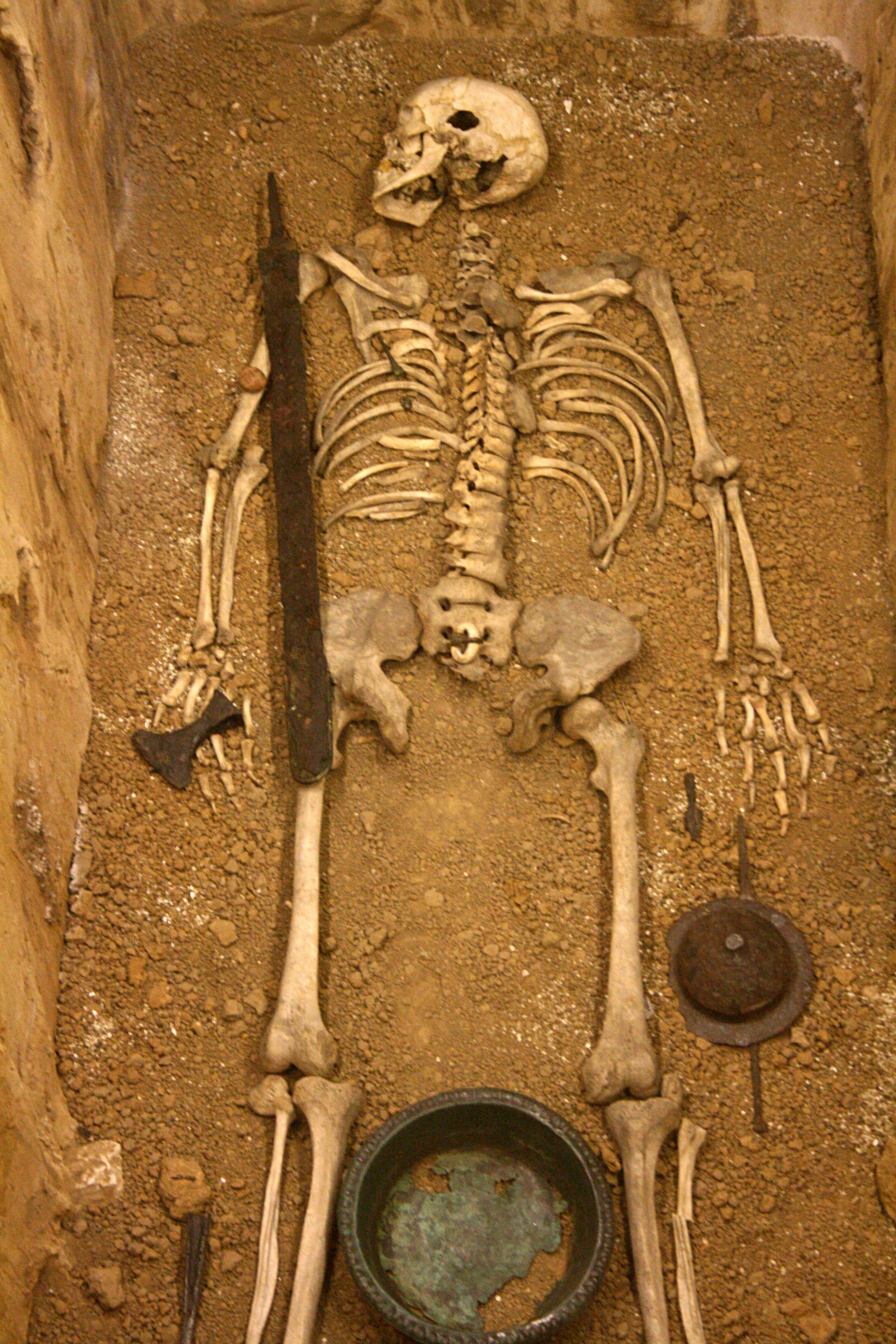
Zaal Merovingen
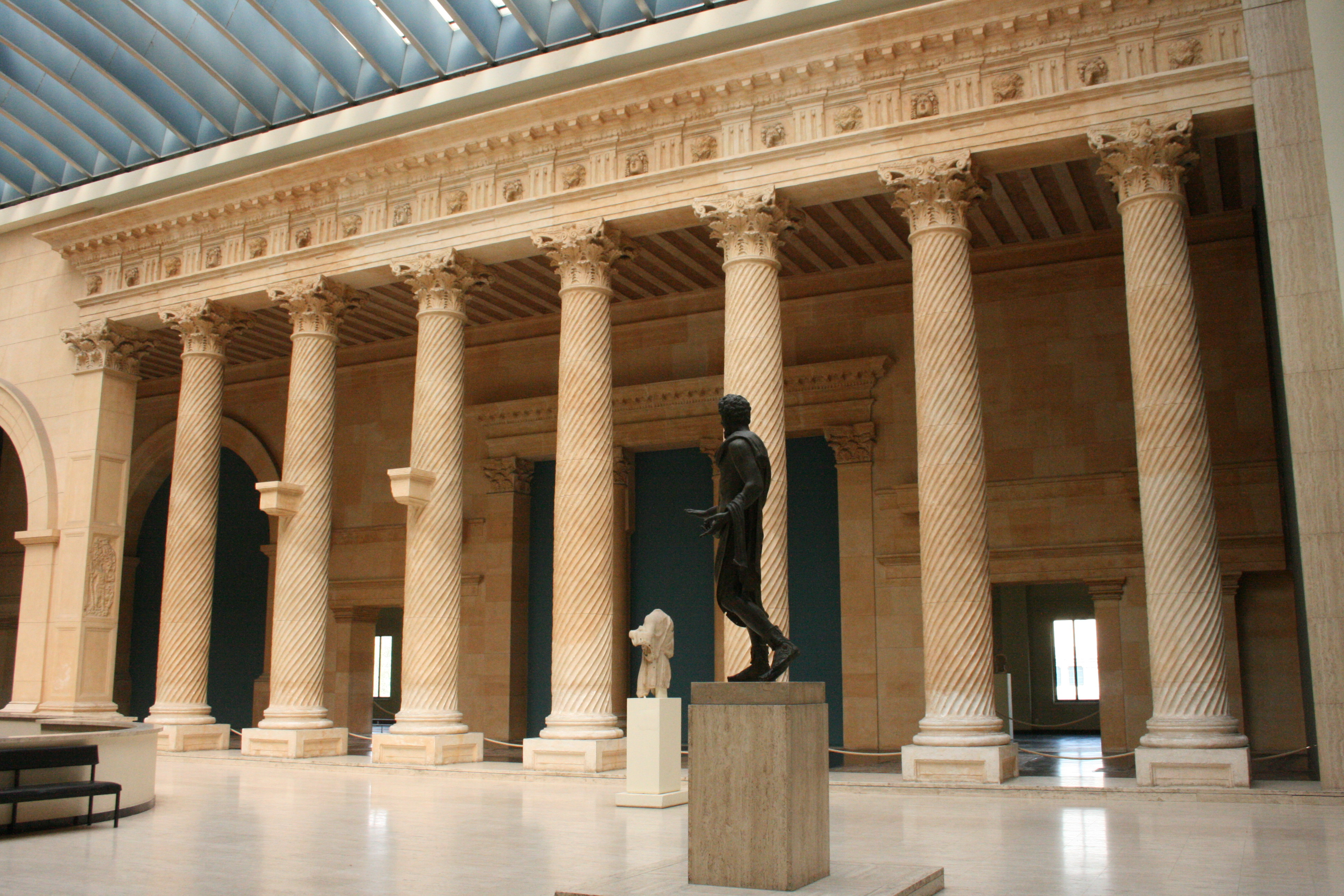
Zaal Apamea
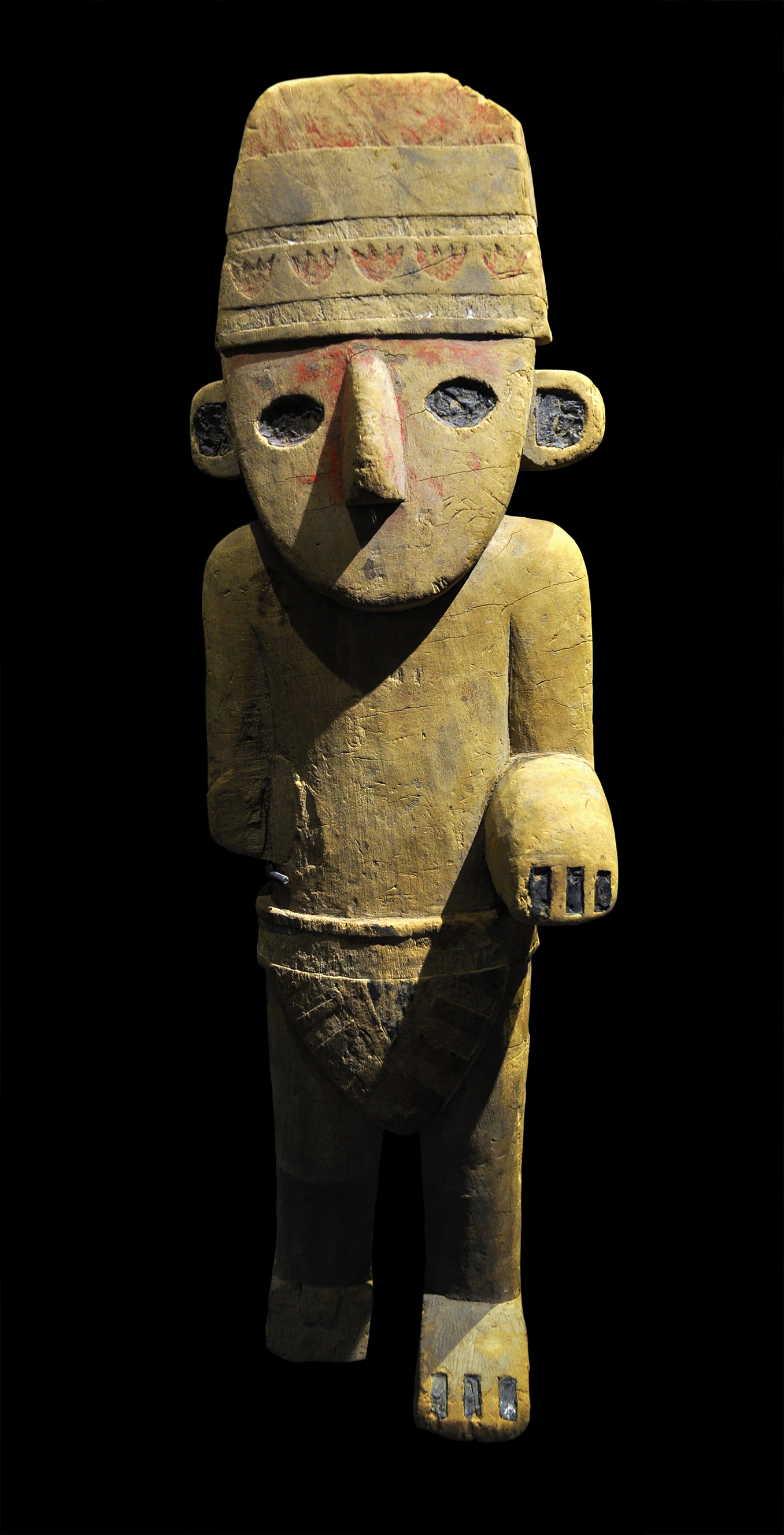
Zaal Amerika

## Afgietselwerkplaats
Achter in het museum bevindt zich de afgietselwerkplaats die in de 19e eeuw opgericht is. Hier worden meer dan 4000 gietvormen bewaard van beeldhouwwerken die stammen uit de periode prehistorie tot de 18e eeuw.

## Magasin Wolfers

Philippe Wolfers, Cygne et Serpent (1899-1900)

Het museum heeft een zaal waar het interieur van de voormalige juwelierszaak Wolfers Frères (Philippe Wolfers en Marcel Wolfers) aan de hand van een authentieke opstelling. Deze exclusieve winkel, waarvan de interieurelementen ontwerpen werden door Victor Horta in art-nouveaustijl, opende in 1912 in de Arenbergstraat in Brussel. In 1973 werden de meubels geschonken aan het museum. Ze werden daar vanaf 1977 tentoongesteld. Op basis van een grondige historische studie werden de vitrines en toonbanken in 2019 geplaatst zoals Horta ze had voorzien. Daarvoor werd de kleine, voorlopige opstelling van het meubilair in het museum ontmanteld en werden de opgeslagen interieurelementen uit de reserves gehaald. Ook de oorspronkelijke toegangsdeuren werden geïntegreerd.
Het winkelinterieur werd volgens de regels van de kunst gerestaureerd. Al het meubilair, gemaakt van Cubaans mahonie werd gereinigd en de originele vernislaag werd hersteld. De fluweelbekleding van de binnenzijde van de toonkasten werd opnieuw geweven naar het voorbeeld van de originele stof. Het patina van het bronsbeslag werd opgefrist. Daardoor werd de oorspronkelijke kleurenharmonie zoals Victor Horta die bedacht had, opnieuw zichtbaar: een combinatie van donkerrood gepolitoerd mahonie, donkergroen fluweel en goudaccenten van het beslag, dat alles in harmonie met de mauve kleur van de muren.